# Чепусов Ігор Сергійович
Ігор Сергійович Чепусов (16 січня 1950, Одеса — 2 серпня 2011, Нью-Джерсі) — український радянський і американський продюсер, сценарист, режисер, художник, кіно- і телеоператор. 

## Життєпис
Закінчив архітектурний факультет Одеського інженерно-будівельного інституту (1973) за фахом «архітектор» і Київський театральний інститут за спеціальністю «кінооператор» (1979).
У 1980—1994 — оператор-постановник Одеської кіностудії.
Був членом Спілки кінематогафістів України. 1994 р. виїхав до США.
У 1994—2011 роки — журналіст, режисер і оператор телеканалу RTN/WMNB.
Пішов з життя після важкої хвороби 2 серпня 2011 року в Нью-Джерсі, США.

## Фільмографія
Зняв фільми:
- «Фотографії на стіні» (1978, асистент оператора)
- «Під сузір'ям Близнюків» (1979, асистент оператора)
- «Грачі» (1980, 2-й оператор)
- «Крупна розмова» (1980)
- «В лісах під Ковелем» (1984, 2-й оператор у співавт.)
- «Женихи» (1985, 2-й оператор у співавт.)
- «Золотий ланцюг» (1986)
- «Моя люба» (1987)
- «Золоте весілля» (1987, т/ф, 2 а)
- «Опік» (1988)
- «Санітарна зона» (1990, у співавт.) та ін.